# Veronica (musikalbum)
Veronica är en samlingsskiva med Cornelis Vreeswijks låtar, utgiven 1998.

## Låtförteckning
1. "Veronica"
2. "Missschien wordt het morgen beter"
3. "De nozem en de non"
4. "Felicia"
5. "Bakker de baksteen"
6. "Rietzeiler blues (Opus II)"
7. "Die han en de hen (Die nog maagd was)"
8. "Teddybeer (Opus II)"
9. "Autowasserij-blues"
10. "Marjolijn (Opus II)"
11. "Ik wil't niet pikken"
12. "Op Leeftijd"
13. "Hopeloos blues"
14. "De bekommerde socialist"
15. "Damrak Blues"
16. "Daarom noem ik je "m'n liefste" in een lied"